# PackageMaker
PackageMaker è un programma per il sistema operativo macOS creato da Apple. Il programma fa parte degli Apple Developer Tools.
È un programma per sviluppatori che serve per generare i pacchetti di installazione singoli .pkg e  multipli.mpkg.
Questi pacchetti sono il metodo standard per installare programmi su Mac OS X e tutti gli applicativi Apple ne fanno uso. Le configurazioni del software da installare vengono salvati nei file .pmproj.  Di default il programma si trova in /Developer/Applications/Utilities/PackageMaker.app.
È da notare che moltissimi programmi per macOS non necessitano di configurazioni particolari o dell'installazione di particolari librerie e quindi non utilizzano il sistema dei pacchetti. I programmatori distribuiscono semplicemente il programma dentro un'immagine disco o dentro un archivio compresso in modo che l'utente lo possa copiare ovunque preferisca.